# Martin Perin
Martin Perin (22 november 2002) is een Belgisch volleyballer.

## Levensloop
Perin was actief bij VBC Waremme. In 2021 maakte hij de overstap naar VC Maaseik. Op 1 oktober 2022 kreeg hij tijdens een oefenmatch tegen Lindemans Aalst een hartstilstand. Hij werd ter plekke gereanimeerd door de aanwezig scheidsrechter. Vanaf midden december 2022 hervatte hij de trainingen.
Daarnaast is hij actief bij het Belgisch volleybalteam. Met de Red Dragons nam hij onder meer deel aan de Europese kampioenschappen van 2021 en 2023.